# Ван Бин
Ван Бин (кит. упр. 王冰, 710 — 805) — китайский государственный служащий и врач времен империи Тан.

## Биография
О месте рождения нет сведений. В юности Ван Бин тщательно изучал даосизм, искал способы поддержания здоровья и продления жизни. Серьезно увлекался медициной. Особое внимание уделял канона «Хуанди нэй цзин» («Канон Желтого императора о внутреннем»). В то же время сделал успешную карьеру. Точной информации о прохождении шаблов государственной службы нет. В 762 году был назначен начальником Приказа императорских слуг. Однако относительно дальнейшей службы мало сведений.

## Медицина
В период 750-762 лет занимался систематизацией канона «Су вэнь», писал к нему обширные комментарии. Результатом этой работы стала книга «Хуанди нэй цзин су вэнь чжу» («Комментарии к „Су вэнь“ Канона Желтого императора о внутреннем»). В книге особое внимание уделено приемам иглоукалывания, сверены и исправлены места локализации некоторых точек, предложены свои способы лечения болезней с помощью чженьцзю-терапии. Был автором нескольких других книг, теперь утерянных.